# ISO 3166-2:CY
ISO 3166-2:CY is een ISO-standaard met betrekking tot de zogenaamde geocodes. Het is een subset van de ISO 3166-2 tabel, die specifiek betrekking heeft op Cyprus. Voor Cyprus worden hiermee districten gedefinieerd.
De gegevens werden tot op 26 november 2018 geüpdatet op het ISO Online Browsing Platform (OBP). Hier worden 6 districten -  district (en) / district (fr) / eparchia (el) / kaza (tr) - gedefinieerd.
Volgens de eerste set, ISO 3166-1, staat CY voor Cyprus, het tweede gedeelte is een tweecijferig nummer (met voorloopnullen).

## Codes
| Code  | Grieks      | Turks    |
| ----- | ----------- | -------- |
| CY-04 | Ammochostos | Mağusa   |
| CY-06 | Keryneia    | Girne    |
| CY-03 | Larnaka     | Larnaka  |
| CY-01 | Lefkosia    | Lefkoşa  |
| CY-02 | Lemesos     | Leymasun |
| CY-05 | Pafos       | Baf      |